# Germond-Rouvre
Germond-Rouvre is een gemeente in het Franse departement Deux-Sèvres (regio Nouvelle-Aquitaine) en telt 880 inwoners (1999). De plaats maakt deel uit van het arrondissement Niort.

## Geografie
De oppervlakte van Germond-Rouvre bedraagt 18,0 km², de bevolkingsdichtheid is 48,9 inwoners per km².
De onderstaande kaart toont de ligging van Germond-Rouvre met de belangrijkste infrastructuur en aangrenzende gemeenten.

## Demografie
Onderstaande figuur toont het verloop van het inwonertal (bron: INSEE-tellingen).

1. ↑  Populations de référence 2022.